# Madge Evans
Madge Evans, född 1 juli 1909 i New York, USA, död 26 april 1981 i Oakland, New Jersey, var en amerikansk skådespelerska och fotomodell.
Madge Evans inledde sin karriär som barnskådespelerska i en rad filmer mellan 1914 och 1924. Under 1930-talet var hon anställd av MGM och hade roller i bland annat Förvildad ungdom, Middag kl. 8, Skönhet till salu och David Copperfield. 
Senare sågs Evans i Pennies from Heaven (1936) och Army Girl (1938) som båda blev stora framgångar. Hennes kontrakt hos filmbolaget MGM löpte ut 1937 och hon gifte sig med dramatikern Sidney Kingsley 1939. Hon valde då att lägga Hollywoodkarriären på hyllan, men återkom i TV-roller under 1950-talet fram till 1956 då hon avslutade sin karriär. För sin filmkarriär tilldelades hon 1960 en stjärna på Hollywood Walk of Fame vid adress 1752 Vine Street.